# Rhynchospora lindmanii
Rhynchospora lindmanii là loài thực vật có hoa trong họ Cói. Loài này được H.Pfeiff. miêu tả khoa học đầu tiên năm 1940.